# Stabekk
Stabekk ist eine zentral gelegene Ortschaft in der Gemeinde Bærum in Norwegen und liegt westlich von Oslo. Südlich von Stabekk verläuft die Europastraße E18 und es liegt südöstlich von Lysaker sowie östlich von Jar. Nördlich grenzt es an Bekkestua und im Südosten an Store Stabekk, sowie westlich an einem Golfplatz und Wiesen bzw. landwirtschaftlichen Nutzflächen.

## Geschichte
Stabekk wurde 1398 erstmals urkundlich erwähnt, unter dem Namen Stadbæk, etymologisch gebildet aus stadir  ruhig, am still fließenden Bach bekken. Stabekk liegt zum großen Teil auf Flächen ehemaliger (landwirtschaftlich betriebener) klösterlicher Güter, unterhalb der Hauptinsel, die nach der Einführung des Protestantismus 1537 in Dänemark-Norwegen, ein königliches Krongut wurden. 1647 kaufte der Bauer Hans Stabech die Flächen und es begann nach seinem Tod ein stetiger Ausbau der Siedlung.
Aus den ehemaligen Flächen wurde das jetzige Stabekk mit den Ortsteilen Store Stabekk, Østre Stabekk, Øvre Stabekk (später Ringstabekk nach den Privatier Jens Ring benannt) und etwas weiter nördlich Skallum. In den ländlichen Randgebieten, an der Route zwischen Drammen und Skallum, stehen die ältesten erhaltenen Gebäude von Stabekk.
Zwischen 1870 und 1872 wurde Stabekk an das Streckennetz der Drammenbane angeschlossen, wodurch der ganzen Gegend ein Aufschwung beschert wurde. Die Eisenbahngesellschaft kaufte dazumal in der Region größere Flächen Land von den umliegenden Bauernhöfen, um die Bahnstrecke, die Bahnhöfe und Haltepunkte zu bauen. Nachdem die endgültige Streckenführung bekannt geworden war, wurden die restlichen Flächen zu parzellieren, um Wohnungen für Eisenbahner und für Beschäftigte der Bahn und deren Familien zu bauen, die aus den umliegenden Gebieten kamen.
So wurden günstige Wohnmöglichkeiten in unmittelbarer Nähe von Oslo geschaffen. Das Bahnhofsgebäude wurde um 1902 gebaut und eröffnet. Der Anschluss Stabekks an die Bahn führte zu einer weiteren Ansiedlung von Geschäften, wie auch der Post, Arzt, Zahnarzt etc. Vor dem Zweiten Weltkrieg war Stabekk eine eher ländliche Gegend, die von den Bewohnern der Hauptstadt zur Sommerfrische, Erholung und Urlaub genutzt wurde.
Das Zentrum von Stabbekk wurde in den 1930er Jahren und nach dem Zweiten Weltkrieg weiter ausgebaut und bekam dadurch sein heutiges Aussehen. Des Weiteren entwickelte sich Stabekk zu einer Art Osloer Stadtrandsiedlung.

## Bilder

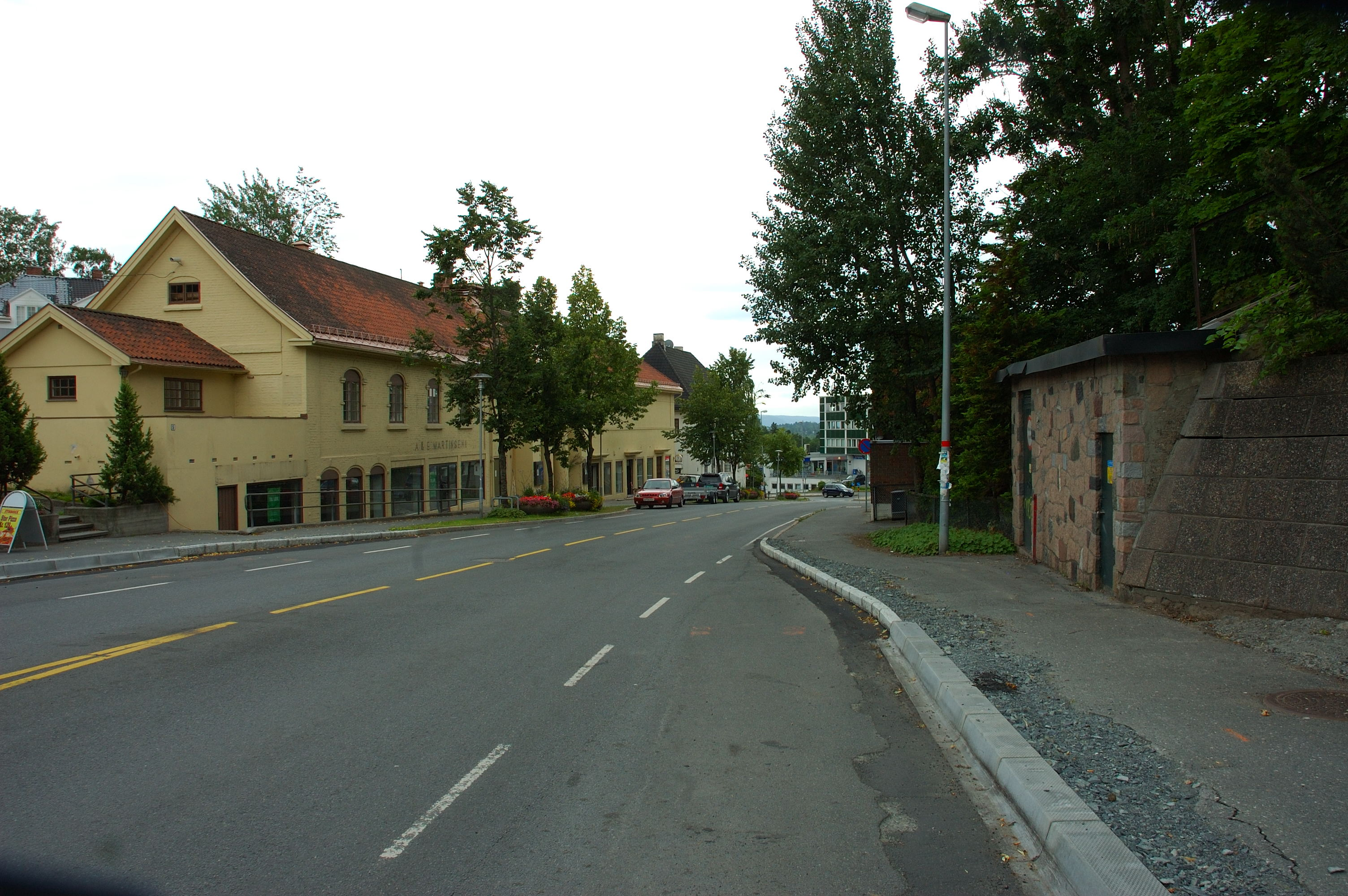
Øvre Stabekk, auf der linken Seite das Kino
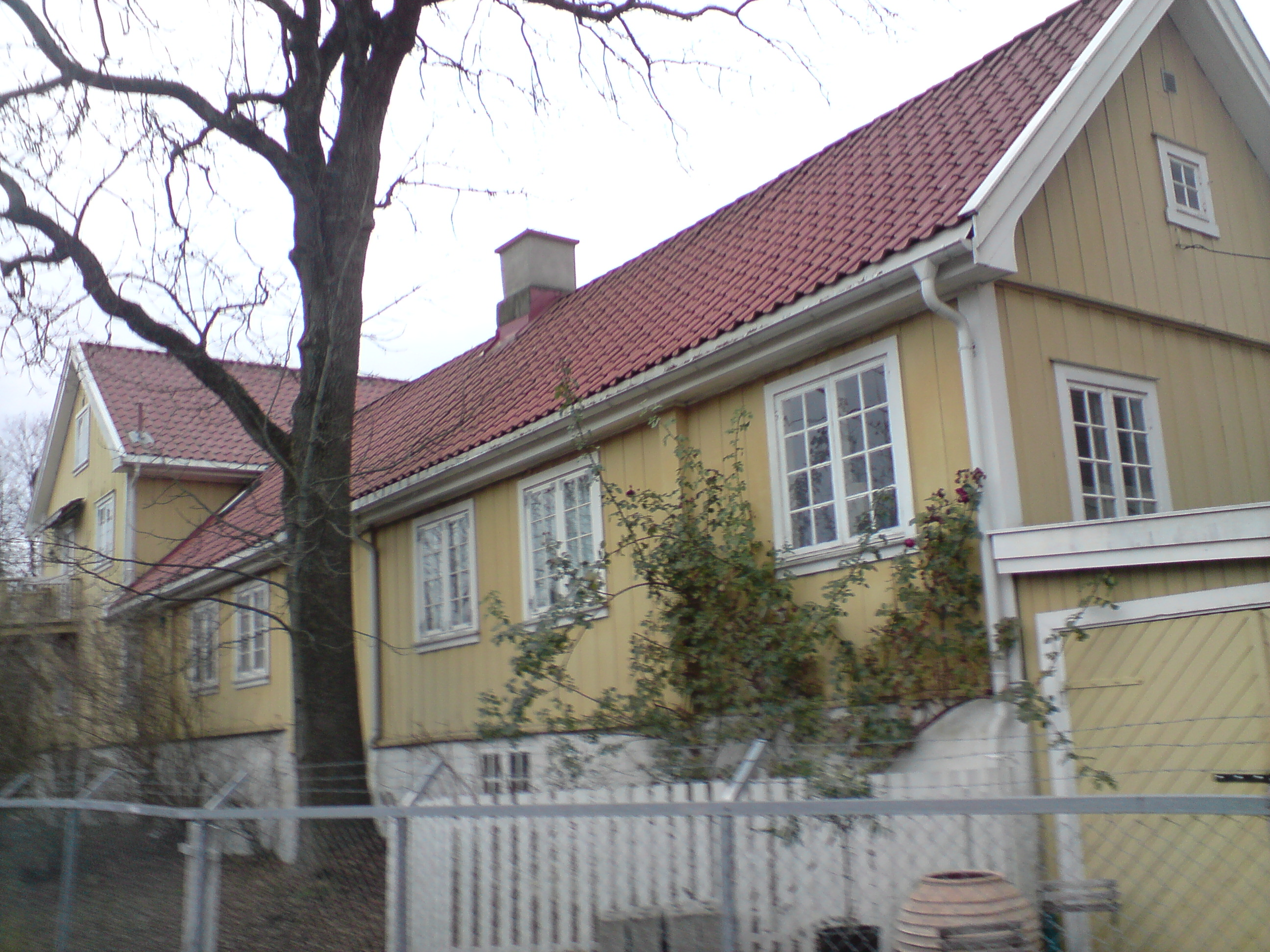
Gebäude in Østre Stabekk
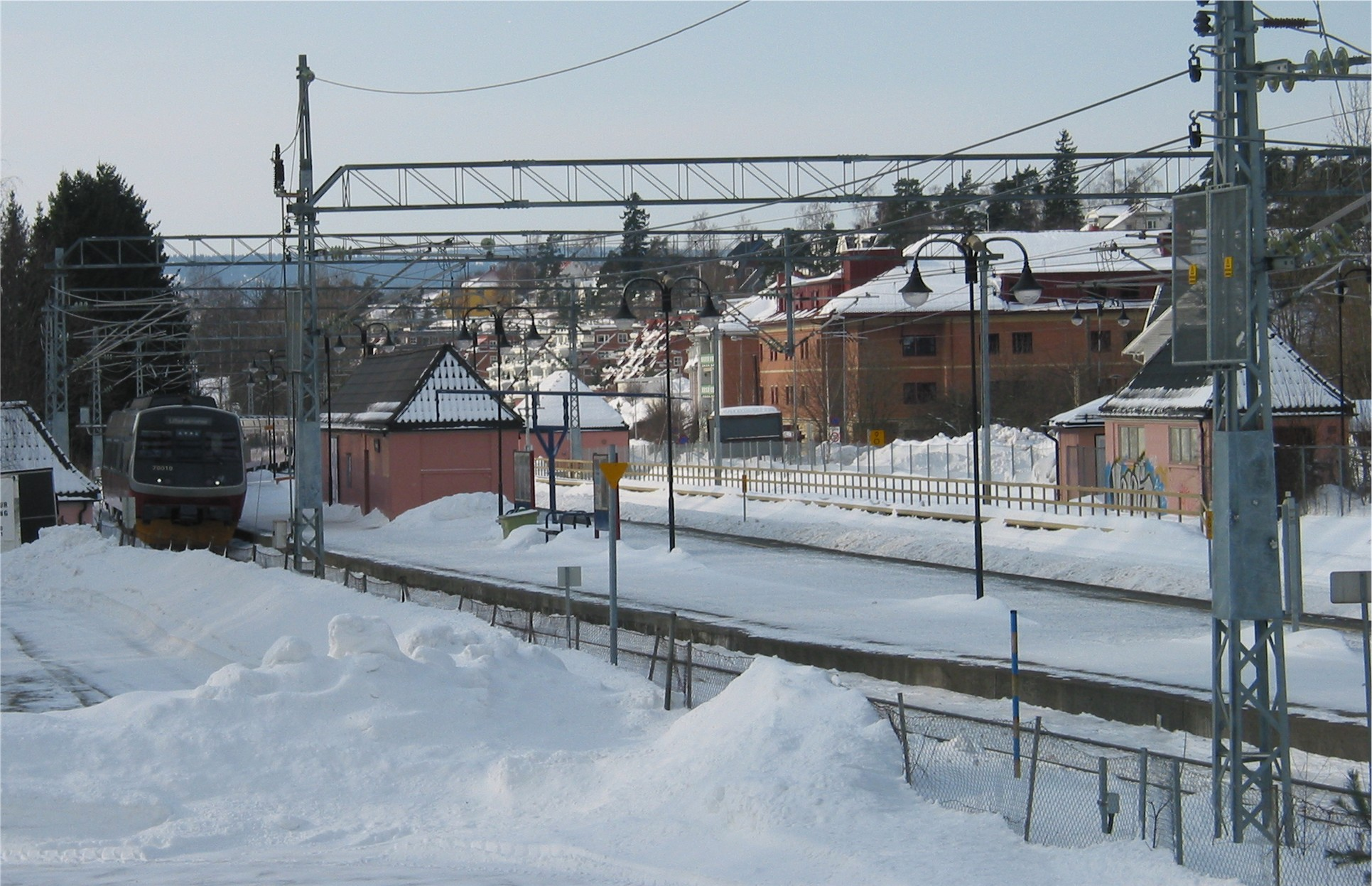
Haltepunkt der Drammenbane in Stabekk
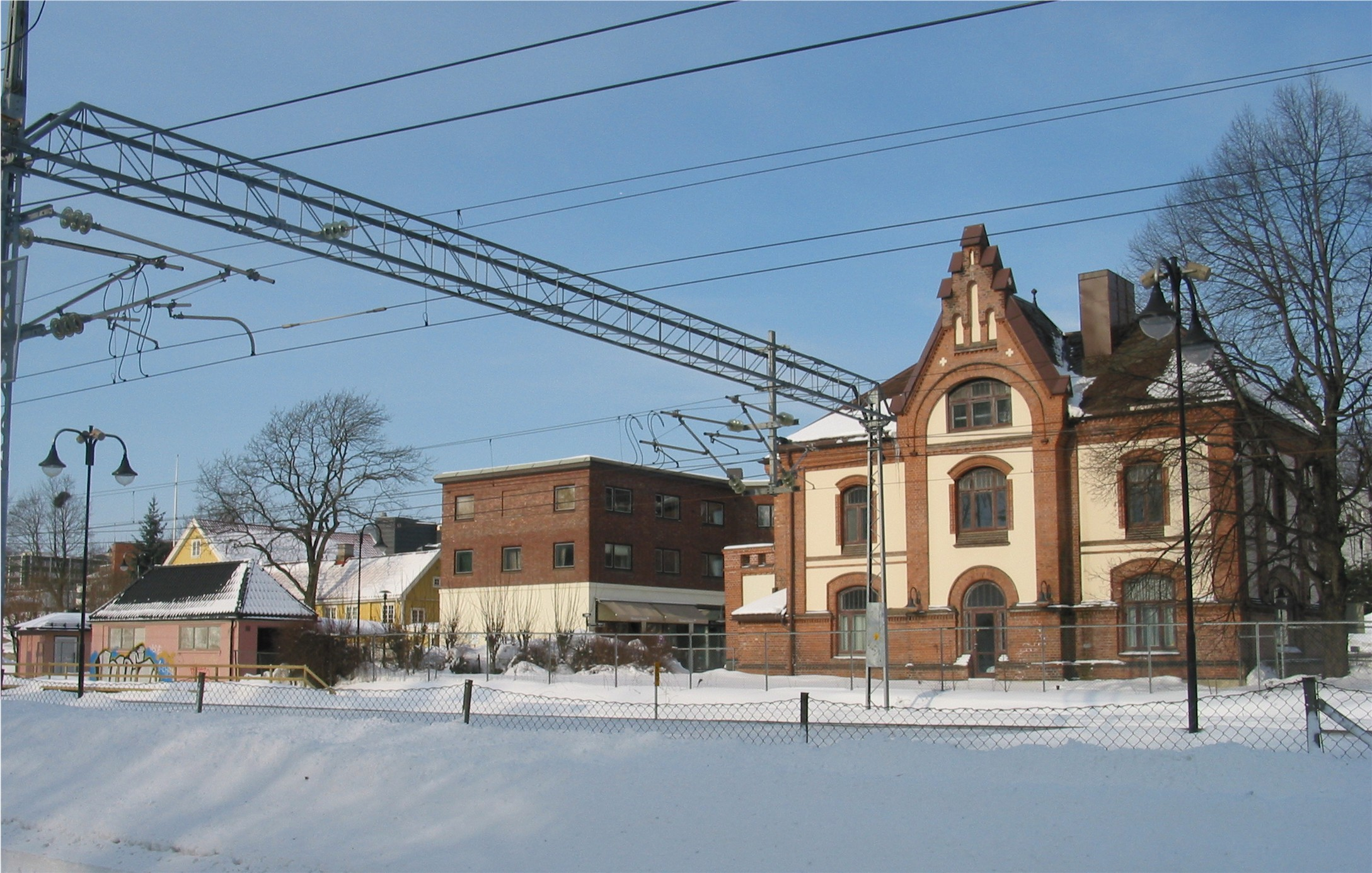
Østre Stabekk: Bahnhofsgebäude von Stabekk (Stabekk stasjon), gebaut um 1902 vom Architekten Paul Armin Due, in der Mitte Gewerbebauten von 1933

## Gegenwart
Stabekk hatte 2005 6.261 Einwohner. Die am Westende von Oslo angrenzenden Stadtviertel gehören zu den teuersten Wohngebieten. Stabekk besteht aus Øvre Stabekk und Nedre Stabekk, durch einen Berg voneinander getrennt. In Stabekk gibt es ein Kino, eine Grundschule, eine weiterführende Schule (Videregående skole) bzw. Gymnasium. Das alte Hauptgebäude der Videregående skole, gebaut um 1923 vom norwegischen Architekten Ivar Næss, steht unter Denkmalschutz von Riksantikvaren. In Nedre Stabekk befindet sich die Mariakirken der römisch-katholischen Kirchgemeinde von Asker und Bærum.
Der ehemalige Präsident des Storting, Jo Benkow, der zugleich der Vorsitzende der konservativen Partei Høyre war, wohnte den größten Teil seines Lebens in Stabekk.

## Sport
Der Stabæk IF, (Stabæk Idrettsforening) sowie auch dessen Sparte Stabæk Fotball wurde 1912 in der Ortschaft Stabekk der Kommune Bærum gegründet. Stabæk ist die frühere Schreibweise von Stabekk. Der Stabæk IF ist ein Vielfachsportverein, zu dem außer dem Stabæk Fotball der Männer auch Stabæk Fotball Kvinner (Frauen), Stabæk Handball sowie der Stabæk Bandy und Stabæk Alpin (Skisport) gehören. In Stabekk gibt es einen Tennisklub. Stabæk Håndball spielt in der höchsten norwegischen Liga, der „Postenligaen“.